# Willibald Schallert
Willibald Schallert (* 2. April 1896 in Charlottenburg; † 9. September 1961 in Schenefeld) war ein  deutscher Beamter und der Leiter des Arbeitseinsatzes für Juden in Hamburg zwischen 1940 und 1945, der sich selbst „Judenkommissar“ nannte.

## Leben und Wirken
Schallert war der Sohn eines Lageristen und gelernter Schaufensterdekorateur. Er leistete während des Ersten Weltkriegs freiwillig Kriegsdienst bei der Kaiserlichen Marine und kämpfte anschließend in einem Freikorps im Baltikum. Danach zog er nach Altona, wo er unter anderem als Kellner, Werftarbeiter, Taxifahrer und Hausdiener arbeitete. Von 1930 bis 1933 war er beschäftigungslos, wurde jedoch Sturmführer der SA, der er seit 1930 angehörte. Zudem wurde er Mitglied der NSDAP (Mitgliedsnummer 341.597). Als Alter Kämpfer erhielt der verwaltungsunerfahrene Schallert nach der Machtübergabe an die Nationalsozialisten 1933 eine Stelle als Sachbearbeiter beim Arbeitsamt in Altona. Er wurde 1939 für sechs Monate zur Kriegsmarine eingezogen und kehrte im Januar 1940 wieder auf seine Stelle beim Arbeitsamt zurück.
Schallert leitete kurzzeitig von Mai bis Dezember 1940 die Nebenstelle Ozorkow des Arbeitsamts Litzmannstadt im Gau Wartheland, musste das Amt jedoch nach von ihm in einer Kneipe abgegebenen Schüssen auf einen Polen abgeben. Dies führte 1942 zu seinem Austritt aus der SA und einem Verfahren vor dem Hanseatischen Sondergericht. Die gegen ihn ausgesprochene dreimonatige Haftstrafe aufgrund versuchter Tötung musste er nicht antreten. Er wurde aufgrund des Prozesses jedoch aus der SA ausgeschlossen.
Ab Januar 1940 organisierte er – unterbrochen von dem halbjährigen Einsatz im Wartheland – in einer ausgelagerten Dienststelle die Zwangsarbeit jüdischer Einwohner Hamburgs. Er hatte schließlich die Macht über alle arbeitspflichtigen Männer im Alter von 14 bis 65 Jahren und Frauen von 15 bis 55 Jahren. Er kooperierte eng mit der Staatspolizeileitstelle Hamburg und der Reichsvereinigung der Juden in Deutschland. Schallert wies den Personen Arbeitsplätze in Unternehmen, städtischen und jüdischen Einrichtungen zu, übernahm Kontrollen der Arbeitsplätze und Wohnräume und beendete Arbeitsverhältnisse. Er war in der Lage, der Gestapo direkt alle „Arbeitsverfehlungen“ anzuzeigen, wodurch Haftbefehle gegen die Arbeitnehmer erfolgten. Schallert war bestechlich, bereicherte sich skrupellos an den von seiner Gunst abhängigen Opfern und übte erpresserisch sexuelle Gewalt gegen Frauen aus.
Der Hamburger Judenreferent Claus Göttsche befahl Schallert im Rahmen der „Fabrik-Aktion“ am 27./28 Februar 1943, arbeitsunwillige jüdische Angestellte zu nennen. Schallert führte 17 Personen, darunter den Modehausbesitzer Benno Hirschfeld, auf, die nach Deportation im KZ Auschwitz starben.
Nach Ende des Zweiten Weltkrieges wurde Schallert am 9. Juli 1945 wegen seiner Parteimitgliedschaft aus dem Arbeitsamt entlassen. Danach wurde er für zehn Monate im Internierungslager Neuengamme festgehalten, jedoch gesundheitsbedingt wieder entlassen. Seinen Lebensunterhalt bestritt Schallert mit Textilwarenhandel und seine Frau verdiente in Heimarbeit dazu. Ein erstes Ermittlungsverfahren gegen ihn wurde 1948 eingestellt. 1950 musste sich Schallert erneut vor Gericht verantworten, bestritt jedoch jede Verantwortung gegen die ihn vorgebrachten Beschuldigungen (u. a. Erstellung der Verhaftungsliste vom Februar 1943). Er wurde für schuldig befunden und verurteilt: Neben einer dreieinhalbjährigen Haftstrafe aufgrund von Verbrechen gegen die Menschlichkeit erkannte ihm das Hamburger Landgericht die bürgerlichen Ehrenrechte auf fünf Jahre ab.